# Maevia michelsoni
Maevia michelsoni là một loài nhện trong họ Salticidae.
Loài này thuộc chi Maevia. Maevia michelsoni được R. W. Barnes miêu tả năm 1955.